# Уг (историческая область)
Уг (словац. Uh) — историческая область Словакии на словацкой части бывшего Унга на территории Восточнословацкой низменности. Располагается на части территории современных районов Михаловце (окрестности Вельких Капушан) и Собранце. Именуется также Восточный Земплин (словац. Východný Zemplín).

## География
Крайний восток Словакии в долинах рек Уж и Латорица.